# كارل ويليام كاب
كارل ويليام كاب (بالألمانية: Karl William Kapp)‏ هو اقتصادي وأستاذ جامعي أمريكي وألماني، ولد في 27 أكتوبر 1910 في كونيغسبرغ في الإمبراطورية الروسية، وتوفي في 4 أبريل 1976 في دوبروفنيك في كرواتيا.